# Marie-Jeanne (canon)

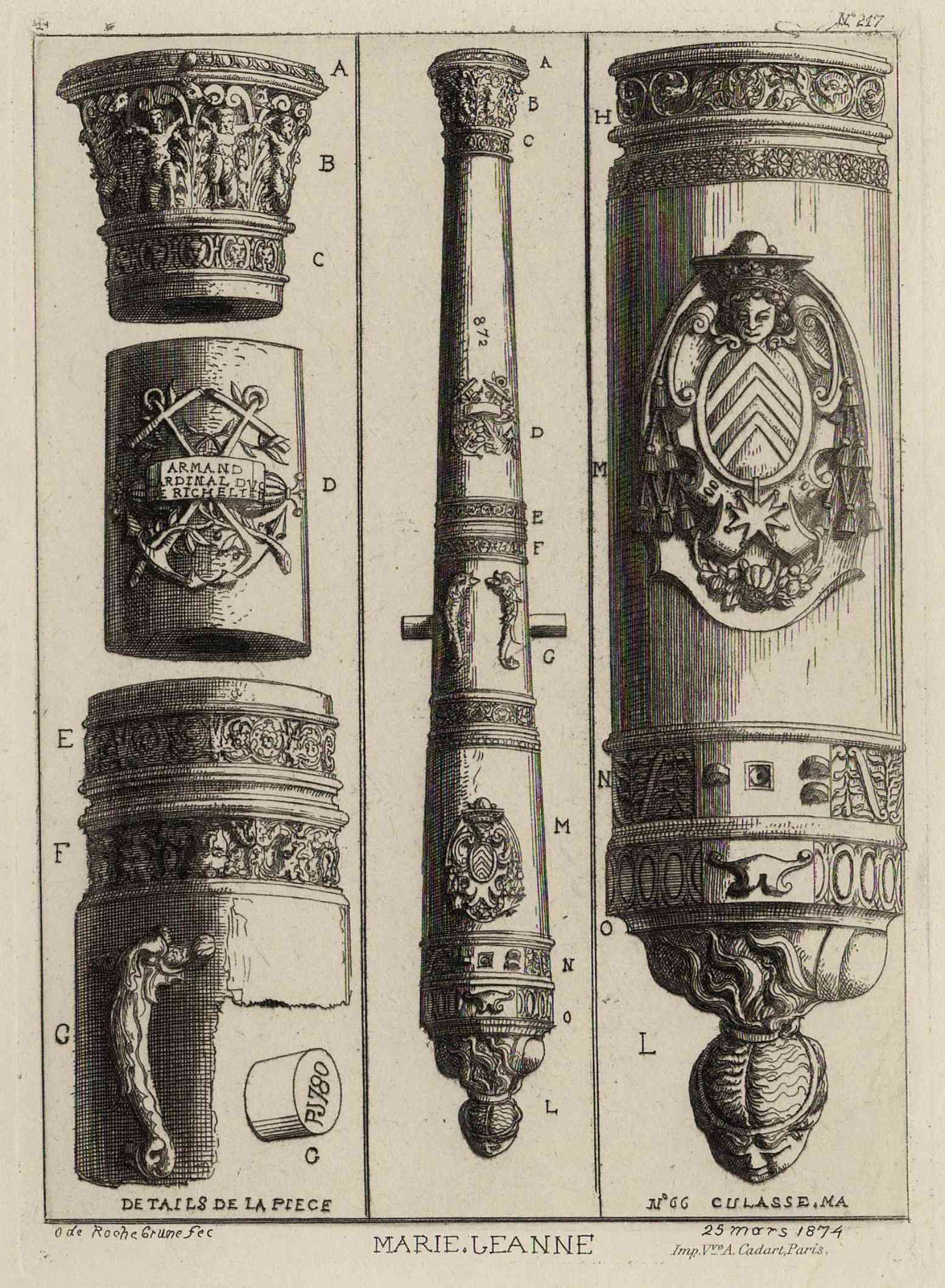
Gravure réalisée en 1874 par Octave de Rochebrune représentant la Marie-Jeanne.

La Marie-Jeanne est le premier canon capturé par l'Armée catholique et royale, lors de la bataille de la Butte-aux-Hommes à Coron le 16 mars 1793, qui devint rapidement son palladium.

## Histoire
Cette couleuvrine de calibre douze est initialement un cadeau du roi Louis XIII au cardinal de Richelieu, qui fut évêque de Luçon. 
Retirée de la défense de la ville de Richelieu par les républicains, elle est capturée par les troupes vendéennes lors d'une attaque à l'arme blanche dans la ville de Coron le 16 mars 1793 et sera reprise par la cavalerie républicaine le 16 mai, au cours de la première bataille de Fontenay-le-Comte. 
Devenue un véritable symbole pour l'armée vendéenne, sa capture devient alors un impératif pour l'honneur et le moral des troupes. Une récompense de cent écus est même promise par les chefs vendéens à celui qui arriverait à la prendre de nouveau. Quelques jours plus tard, le 25 mai, l'armée vendéenne assaille une nouvelle fois Fontenay-le-Comte. La ville est prise, mais le canon demeure introuvable, emporté par un escadron de cavalerie en fuite. L'apprenant, le marquis de Lescure envoie des cavaliers à sa poursuite qui, après de furieux combats au cours desquels la couleuvrine est reprise et perdue six fois, parviennent finalement à s'en emparer.
La Marie-Jeanne participe ensuite à la plupart des batailles des Vendéens, avant de disparaître en octobre 1793 lors de la virée de Galerne, au cours de laquelle elle aurait été jetée dans la Loire ou dans l'étang du château du Bas-Plessis ; malgré plusieurs campagnes de fouilles, le canon n'a jamais été retrouvé. Un canon identique est conservé au Musée de l'Armée (les Invalides à Paris) mais on considère qu'il ne s'agit que d'un "jumeau" de la Marie-Jeanne.
L'aquafortiste vendéen Octave de Rochebrune (1824-1900) l'a représentée en 1874.

## Dans la culture populaire
Symbole des armées vendéennes, la Marie-Jeanne a inspiré plusieurs œuvres :
- La Marie Jeanne, chanson de Théodore Botrel parue dans le recueil Chansons de la Fleur de Lys en 1899 ;
- Marie-Jeanne, poème de dom Joseph Roux paru dans Souvenirs du bocage vendéen en 1898.